# Tours Aillaud
Pour les articles homonymes, voir Aillaud.
Les tours Aillaud (ou tours Nuages) sont un ensemble immobilier situé à Nanterre, dans le quartier Pablo-Picasso, dans la banlieue de Paris, en France.

## Historique
Construites entre 1973 et 1981 sur les plans d'Émile Aillaud en collaboration avec l'ingénieur Ashton Azaïs et l'entreprise Proco, les tours Aillaud sont composées de 18 tours d'habitation édifiées en deux phases de construction : dans un premier temps deux tours de 38 étages (tours B1 et B2) avec six tours de 19 étages (tours C2, C3, C4, C5, C6 et C7), puis dans un second temps une tour de 19 étages (tour 1) et un ensemble de neuf tours de 8 à 12 étages (tours 2, 3, 4, 5, 6, 7, 8 et 9), regroupant au total 1 607 appartements. 
Leur forme inhabituelle, de trèfle ou de nuage, est en réalité une savante combinaison de courbes et de lignes droites, identiques pour toutes les tours, construites en élévation de béton armé par la technique dite du coffrage glissant. 
Elles sont recouvertes de mosaïques de pâte de verre format 2 2cm dont les dessins sont l'œuvre d’Émile Aillaud et Fabio Rieti, artiste et gendre de l'architecte, qui évoquent tantôt des nuages, tantôt des arbres et le ciel. 
Les différentes sculptures sont l'œuvre de Laurence Rieti, fille d’Émile Aillaud. 
L'architecte rappelait dans son autobiographie parue en 1975, Désordre apparent, ordre caché, que « les bienfaits hygiéniques et économiques d'un certain fonctionnalisme une fois acquis, l'essentiel demeure de prendre possession poétiquement d'un lieu ». 
Il est mentionné dans différentes sources que le président de la République, Valéry Giscard d'Estaing, découvrant les deux premières tours de cet ensemble de 18 bâtiments, aurait exigé une réduction de la hauteur des tours restant à construire,.
Le 16 décembre 2008, elles reçoivent le label Patrimoine du XXe siècle.

## Description
Chacune des tours est formée de plusieurs cylindres accolés, brisant la traditionnelle orthogonalité des grands ensembles pour adopter des formes plus diverses. Les fenêtres, carrées, rondes ou en forme de goutte d'eau se veulent résolument poétiques.

« La forme des tours est assez souple et complexe pour que les bâtiments apparaissent comme des sculptures différentes les unes des autres. »

« Les fenêtres sont conçues comme des perforations. Les unes sont carrées, les autres rondes, d'autres enfin, ont la forme d'une feuille. Elles sont disposées dans un apparent désordre, en réalité un hasard très combiné [...] conçues de façon qu'aucune fenêtre ne soit au-dessus de l'autre. »

Les projets de coloration des tours de Émile Aillaud et Fabio Rieti se trouvent au Centre Georges-Pompidou.

« Loin d'être un coloriage de façades comme on en voit beaucoup s'exécuter depuis que la mode de la polychromie s'est répandue, c'est le paysage tout entier qui est coloré. [...] Entièrement recouverte de pâtes de verre de couleur, elles figureront un ciel avec des nuages, traversé de verdure. Elles sont traitées à la manière d'un paysage. Toutes ces tours seront différentes de façon que l'enfant sache, d'en bas, qu'il habite dans ce morceau de nuage ou dans ce bout de branche. »

Les tours sont un exemple d'urbanisme sur dalle, les parkings étant situés sous la surface habitable. Entre les tours passe « le Serpent », un chemin sinueux dessiné par Florence Rieti. Entre, de petites places font référence à l’œuvre de Picasso.
Les jardins sont de Michel Corajoud.
Le photographe Laurent Kronental a réalisé un ensemble de photographies depuis l'intérieur des logements de 2015 à 2018, Les Yeux des Tours.

« La série “Les Yeux des Tours” s'intitule ainsi car elle prolonge et met en scène le regard des habitants. Avec ce cadrage répétitif plaçant la fenêtre au centre de l'image, celle-ci se substitue à l'oeil des résidents. La vue extérieure apparaît comme un tableau accroché, comme un effet trompe-l'œil. »

## Localisation

Les tours, vues du Parc départemental André-Malraux.

Ces tours, exclusivement d'habitations, sont situées avenue Pablo-Picasso en bordure du parc André-Malraux, à proximité directe avec le centre-ville de Nanterre ainsi qu'avec le quartier d'affaires de La Défense,.
Le complexe est accessible par les lignes de bus RATP, 159, 163, et Buséolien.

## Évolutions
Le coût d'entretien de ces bâtiments est un problème. L'environnement a également fortement évolué.

### Polémique
Un concours de réhabilitation thermique et artistique des façades des Tours Nuage a été lancé en 2017 par Hauts-de-Seine Habitat et l'OPH municipal de Nanterre, à l'issue duquel l'agence d'architecture RVA a été désignée lauréate pour la réhabilitation des 11 tours restants des logements sociaux,.
En février 2019, Altarea Cogedim remporte l'appel à manifestation d'intérêt pour le changement d'usage d'une partie des tours Aillaud lancé par la ville de Nanterre. Le projet prévoit la démolition d'une tour et le changement d'usage de 6 autres tours cédées par les bailleurs sociaux, qui deviendront 260 logements en accession à la propriété et 20 000 m2 d’activités, services et équipements (ateliers d'artistes, centre de santé, espaces de coworking…).
L'association Sites et Monuments par la voix de son administrateur Bernard Toulier déplore « un projet de promoteurs, alors qu'il faudrait que les pouvoirs publics soient à la manœuvre. Il y a des financements à prendre ici et là, alors on se plie aux volontés des acteurs privés. C'est dangereux »,.